# OK Mladost Kaštel Lukšić
OK Mladost je hrvatski odbojkaški klub iz Kaštel Lukšića osnovan 1947. godine.
Za Mladost su igrali ovi poznati igrači: Igor Omrčen, Ivan Ćosić, Borislav Zorica, Inoslav Krnić,, talijanski reprezentativac Francesco Di Marchi (suprug hrvatske reprezentativke Marine Katić) i ini. 
OK Mladost Ribola Kaštela je potpisala novi sponzorski ugovor s trgovačkim lancem Ribola s čime je promijenila ime u Odbojkaški klub Ribola Kaštela koja je uslijedila u kriznim vremenima za kaštelanski klub koji je zbog pandemije koronavirusa u Hrvatskoj ostao bez većine sponzorskih prihoda.

## Uspjesi
- Prvenstvo Hrvatske
  - prvaci: 2012., 2013., 2014., 2015., 2016., 2017., 2020.
  - doprvaci: 2000., 2010., 2011., 2018., 2019., 2022.

- Kup Hrvatske
  - pobjednici: 1999., 2010., 2017./18.
  - finalisti: 2011., 2012., 2014., 2015., 2016., 2018./19., 2020./21.

## Vanjske poveznice
- OK Mladost Ribola Kaštela
- OK Ribola Kaštela na Facebooku